# Cavalieri Prato
El Cavalieri Prato es un club italiano de rugby de la localidad toscana de Prato, fundado en el año 2000 como resultado de la fusión de 3 clubs pequeños, y que milita en la máxima competición italiana, el Super 10.
En la temporada 2008/09 el club logró por primera vez el ascenso a la división de honor italiana. El objetivo de mantenerse en la categoría se logró durante la siguiente temporada, acabando 5º en la clasificación final, de modo que actualmente está participando por segunda temporada consecutiva en el Super 10.
Debido al traslado de Benetton Treviso y de Rugby Viadana (como Aironi Rugby) del Super 10 a la Magners League, Cavalieri competirá en la temporada 2010/11 en la European Challenge Cup, la segunda competición continental.

## Títulos
- Segunda División de Italia = (1) 2008-09
- Subcampeón Liga Italiana de Rugby = 2011-12, 2012-13